# El sabor de lo nuestro
El sabor de lo nuestro (en hangul, 당신의 맛; romanización revisada, Dangsinui Mat; literalmente, «Tu sabor») es una serie de televisión surcoreana creada por Han Jun-hee, escrita por Jung Soo-yoon, dirigida por Park Dan-hee, y protagonizada por Kang Ha-neul, Go Min-si, Kim Shin-rok y Yoo Su-bin. Es una comedia romántica en diez capítulos que se emitirá en el canal ENA desde el 12 de mayo hasta el 10 de junio de 2025 en horario de lunes y martes a las 22:00 (hora local coreana), y estará disponible también en las plataformas Genie TV para el público nacional y Netflix para el internacional.

## Sinopsis
Han Beom-woo es el sucesor de una gran empresa alimentaria que dirige el mejor restaurante de alta cocina de Seúl, pero él no tiene ningún interés por el sabor de los platos; Mo Yeon-joo es una chef apasionada por el sabor que regenta un restaurante de una sola mesa sin letrero en un remoto rincón del campo. Pese a sus orígenes y perspectivas sobre la restauración diametralmente opuestos, crecen juntos y se enamoran mientras dirigen un pequeño restaurante en la ciudad de Miraek, Jeonju.

## Reparto

### Principal
- Kang Ha-neul como Han Beom-woo, director de la empresa alimentaria Hansang, la más importante de Corea, y gerente del Diamant One Star Fine Dining Moto. Es el heredero de un conglomerado que se dedica a nadquirir y fusionar pequeños restaurantes, y un «cazador de recetas». Pero cuando intenta robar la receta de Yeon-joo acaba enamorándose de ella.[1][2]

- Go Min-si como Mo Yeon-joo, una chef testaruda propietaria de un restaurante de alta cocina, pero de una sola mesa y sin cartel, en Jeonju. Mientras ve cómo se hunde su restaurante debido a su estricta filosofía de usar solo los mejores ingredientes comprados el mismo día, se presenta ante ella Beom-woo, un heredero de familia chaebol de segunda generación que se ofrece a hacerse cargo del negocio.[3][4][5][6]

- Kim Shin-rok como Jin Myeong-sook, la empleada estrella del restaurante de fideos más popular de la zona, con quince años de experiencia. Fue descubierta por Yeon-joo; se conocieron casualmente en el mercado y comenzaron a trabajar juntas en su restaurante.[7][8][9]

- Yoo Su-bin como Shin Chun-seung, el hijo de la familia propietaria del restaurante de sopa de fideos más popular de Jeonju. Aunque por su aspecto parece el director ejecutivo de alguna empresa, en realidad trabaja como empleado a la espera de obtener el reconocimiento de su padre.[10][11][12]

### Secundario
- Hong Hwa-yeon como Jang Young-hye, una chef estrella que trabaja en los restaurantes de la corporación Hansang.[13]
- Oh Min-ae como la presidente Han, madre de Seon-woo y Beom-woo, que alienta la competición entre ellos por el control de la corporación familiar.[14]
- Bae Na-ra como Han Seon-woo, director ejecutivo del conglomerado familiar; es el hermano mayor y rival de Beom-woo, contra el que recurre a cualquier medio para lograr sus objetivos, puesto que compiten por los derechos de gestión de la empresa.[15][16]
- Bae Yoo-ram como Lee Yu-jin, secretario personal de Beom-woo.[17]
- Yoon Byung-hee como el dueño de la tienda de frutas y verduras a la que va habitualmente Mo Yeon-joo.[18]
- Lee Jung-ok como el propietario de la carnicería Sosarang. Tiene una estrecha relación de negocios con Beom-woo.[19]
- Kim Byung-chun como el padre de Chun-seung, el propietario del restaurante de sopa más popular de Jeonju.
- Hwang Jung-min como una monja budista que cuidó de Yeon-joo cuando era niña, por lo que esta la considera su verdadera madre.[20]
- Joo In-young como la casera de Yeon-joo.
- Kang Jun-gyu como un ayudante de cocina, subordinado de Jang Young-hye.[21]
- Kim In-woo como Dal-woong, el maestro de Yeon-joo. Es un profesor estricto que no hace concesiones en la cocina y tiene una gran influencia en la cocina de Mo Yeon-joo.[22]
- Choi Jung-heon como un hombre que encarga una comida para que se conozcan su padre y los de su novia, una joven europea.

### Apariciones especiales
- Park Gun como él mismo (ep. 4).[23]

- Yoo Yeon-seok como Jeon Min, expareja y colega de Yeon-joo en Le Murir, y causa de su despido de este restaurante.[24]
- Park Ji-hoon como Eun Jae, el protagonista masculino del drama Eun Jae Hug and Run, que Jin Myeong-sook disfruta viendo, y que se presenta a comer en el restaurante. Allí, Chun-seung le pregunta en cuál escuela secundaria estudió: ambos actores habían coincidido en la segunda temporada de Un héroe débil (ep. 10).[25]

## Banda sonora original
| Parte | Fecha de publicación                                                                 | Título                                                                               | Letra                                                                                | Música                                                                               | Artista                                                                              | Dur.                                                                                 | Ref.                                                                                 |
| ----- | ------------------------------------------------------------------------------------ | ------------------------------------------------------------------------------------ | ------------------------------------------------------------------------------------ | ------------------------------------------------------------------------------------ | ------------------------------------------------------------------------------------ | ------------------------------------------------------------------------------------ | ------------------------------------------------------------------------------------ |
| 1     | 13 de mayo de 2025                                                                   | «Paints»                                                                             | 1of1, Jihae Kimm                                                                     | Jihae Kimm                                                                           | Jihae Kimm                                                                           | 2:47                                                                                 | [ 26 ] [ 27 ]                                                                        |
| 2     | 20 de mayo de 2025                                                                   | «You are the one»                                                                    | Jihae Kimm                                                                           | 1of1, Jihae Kimm, Lim Nam-kyung                                                      | Heize                                                                                | 3:00                                                                                 | [ 28 ] [ 29 ]                                                                        |
| 3     | 27 de mayo de 2025                                                                   | «김치 and smile»                                                                     | Ahn Shin-ae                                                                          | 1of1, Primary, Ahn Shin-ae                                                           | Ahn Shin-ae                                                                          | 3:31                                                                                 | [ 30 ] [ 31 ]                                                                        |
| 4     | 9 de junio de 2025                                                                   | «Beautiful»                                                                          | Meego                                                                                | Genesio, Meego                                                                       | Meego                                                                                | 3:55                                                                                 | [ 32 ] [ 33 ]                                                                        |
| Notas | Las canciones de la banda sonora tienen una versión instrumental de igual duración . | Las canciones de la banda sonora tienen una versión instrumental de igual duración . | Las canciones de la banda sonora tienen una versión instrumental de igual duración . | Las canciones de la banda sonora tienen una versión instrumental de igual duración . | Las canciones de la banda sonora tienen una versión instrumental de igual duración . | Las canciones de la banda sonora tienen una versión instrumental de igual duración . | Las canciones de la banda sonora tienen una versión instrumental de igual duración . |

## Producción
El sabor de lo nuestro está producida por Shortcake y KT Studio Genie. El creador es Han Jun-hee, que fue el director de D.P. y de la primera temporada de Un héroe débil; está escrita por Jung Soo-yoon, y dirigida por Park Dan-hee, codirector también de Un héroe débil 1. Sobre la génesis de la obra, Han Jun-hee explicó que se basaba en su experiencia personal de cuando unos quince años atrás estuvo trabajando en el festival de cine de Jeonju (donde precisamente se estrenaría la serie). Como parte de su trabajo, en esos días tuvo que ir a muchos restaurantes de la zona, y mucho después escribió un guion corto que recogía algunas de las experiencias vividas y personajes conocidos entonces. Para Park Dan-hee es su primer trabajo de dirección en solitario. Park destacó la importancia del espacio del restaurante que sirve de marco a la trama; su diseño fue fundamental, así como la contribución del director artístico, el de fotografía y el de iluminación.
En el verano de 2024 los preparativos de audiciones y producción estaban en marcha, con el objetivo de transmitir en 2025. El 27 de junio de 2024 la prensa especializada publicó que Kang Ha-neul asumiría el papel protagonista de la serie, y que la coprotagonista femenina sería Go Min-si. Para ella se trata de su primer papel en comedia romántica. La elección de algunos de los actores secundarios fue facilitada gracias a que ya habían trabajado con el director Han Jun-hee en D.P. y Un héroe débil; este es el caso de Yoo Soo-bin, Bae Na-ra y Bae Yoo-ram.
El 17 de octubre de 2024 se confirmaron los nombres de los cuatro actores principales y se anunció que había comenzado el rodaje, que se realizó íntegramente en Jeonju, incluida la plaza del municipio.

### Promoción
El 8 de abril el equipo de producción lanzó el primer cartel y el primer avance en vídeo de la serie. El 8 de mayo se celebró en Stanford en Sangam, Mapo-gu, Seúl, la conferencia de presentación de la producción, con la presencia del creador, la guionista, el director y los protagonistas.
Genie TV y Studio Genie YouTube emitieron el 6 de mayo un programa de entretenimiento titulado El sabor de lo nuestro: abierto, dedicado a presentar la serie y sus personajes. En él participaron los cuatro protagonistas con actividades de cocina, juegos y entrevistas. Ese mismo día se habían publicado algunos fotogramas con los personajes principales.

## Estreno y recepción
El sabor de lo nuestro se estrenó en el 26.º Festival Internacional de Cine de Jeonju el 4 de mayo de 2025, donde se proyectaron los dos primeros episodios, a lo que siguió un coloquio de una hora entre el director, el creador, los protagonistas y el público. Según las crónicas periodísticas, la acogida del público del festival a este prelanzamiento fue muy positiva. A continuación se emitió en el canal de televisión ENA desde el 12 de mayo hasta el 10 de junio de 2025, en horario de lunes y martes a las 22:00, y se lanzó simultáneamente en las plataformas Genie TV para Corea del Sur y Netflix para el resto del mundo.
En ámbito internacional, en la semana del 12 al 18 de mayo El sabor de lo nuestro registró 6 600 000 visitas (tiempo de visualización dividido por el tiempo total de ejecución de la serie), ocupando el segundo lugar en la categoría de series TOP 10 globales de Netflix que no están en inglés. Mantendría esta posición en las dos semanas sucesivas. Ocupó el quinto lugar en general, incluyendo programas no ingleses e ingleses. Alcanzó el primer puesto en diecisiete países, incluidos Corea, Filipinas, Vietnam, Tailandia, Taiwán, Hong Kong e Indonesia, y figuró entre los diez primeros en 53 países de todo el mundo.

### Controversias
Hacia la mitad del periodo de transmisión, el 26 de mayo, se publicó en un foro en línea que Go Min-si había sido autora de violencia escolar. De ahí surgió una controversia que hizo temer repercusiones en la recepción de la serie. Mystic Story, la agencia de la actriz, desmintió la noticia y anunció medidas legales contra los responsables. Si hasta entonces la serie crecía de capítulo en capítulo, a partir de entonces se estancó en torno al 2,9 % de audiencia. En ello, según algunos observadores, pudo influir ciertamente la controversia en torno al acoso escolar, pero también el desarrollo de la trama en la segunda mitad, y sobre todo el personaje masculino, que perdió popularidad por su comportamiento de villano y el modo tardío en que se resuleve el conflicto. Tampoco parecieron gustar a los espectadores el paréntesis japonés y la aparición del personaje interpretado por Yoo Yeon-seok. Pese a todo, El sabor de lo nuestro se rehízo en su último capítulo y cerró con su mejor resultado de audiencia, un 3,8 % nacional.

### Audiencia
| Temporada | Temporada | Episodio número | Episodio número | Episodio número | Episodio número | Episodio número | Episodio número | Episodio número | Episodio número | Episodio número | Episodio número | Promedio |
| Temporada | Temporada | 1               | 2               | 3               | 4               | 5               | 6               | 7               | 8               | 9               | 10              | Promedio |
| --------- | --------- | --------------- | --------------- | --------------- | --------------- | --------------- | --------------- | --------------- | --------------- | --------------- | --------------- | -------- |
|           | 1         | 372             | 521             | 622             | 741             | 795             | 780             | 761             | 721             | 628             | 882             | 682      |

| Episodio | Fecha de emisión    | Índices de audiencia (Nielsen Korea) | Índices de audiencia (Nielsen Korea) |
| Episodio | Fecha de emisión    | Nacional                             | Seúl                                 |
| --- | ------------------- | ------------------------------------ | ------------------------------------ |
| 1 | 12 de mayo de 2025  | 1,591 % (2.ª)                        | 1,622 % (3.ª)                        |
| 2 | 13 de mayo de 2025  | 2,010 % (4.ª)                        | 2,150 % (4.ª)                        |
| 3 | 19 de mayo de 2025  | 2,469 % (2.ª)                        | 2,588 % (2.ª)                        |
| 4 | 20 de mayo de 2025  | 3,102 % (2.ª)                        | 2,907 % (2.ª)                        |
| 5 | 26 de mayo de 2025  | 3,404 % (1.ª)                        | 3,203 % (2.ª)                        |
| 6 | 27 de mayo de 2025  | 3,271 % (1.ª)                        | 3,079 % (2.ª)                        |
| 7 | 2 de junio de 2025  | 2,974 % (2.ª)                        | 2,653 % (2.ª)                        |
| 8 | 3 de junio de 2025  | 2,969 % (1.ª)                        | 2,703 % (1.ª)                        |
| 9 | 9 de junio de 2025  | 2,849 % (2.ª)                        | 2,679 % (2.ª)                        |
| 10 | 10 de junio de 2025 | 3,801 % (1.ª)                        | 3,277 % (1.ª)                        |
| Promedio | Promedio            | 2,844 %                              | 2,686 %                              |
| - En la tabla superior, los números azules representan las calificaciones más bajas y los números rojos representan las más altas. |                     |                                      |                                      |